# 千種忠顯

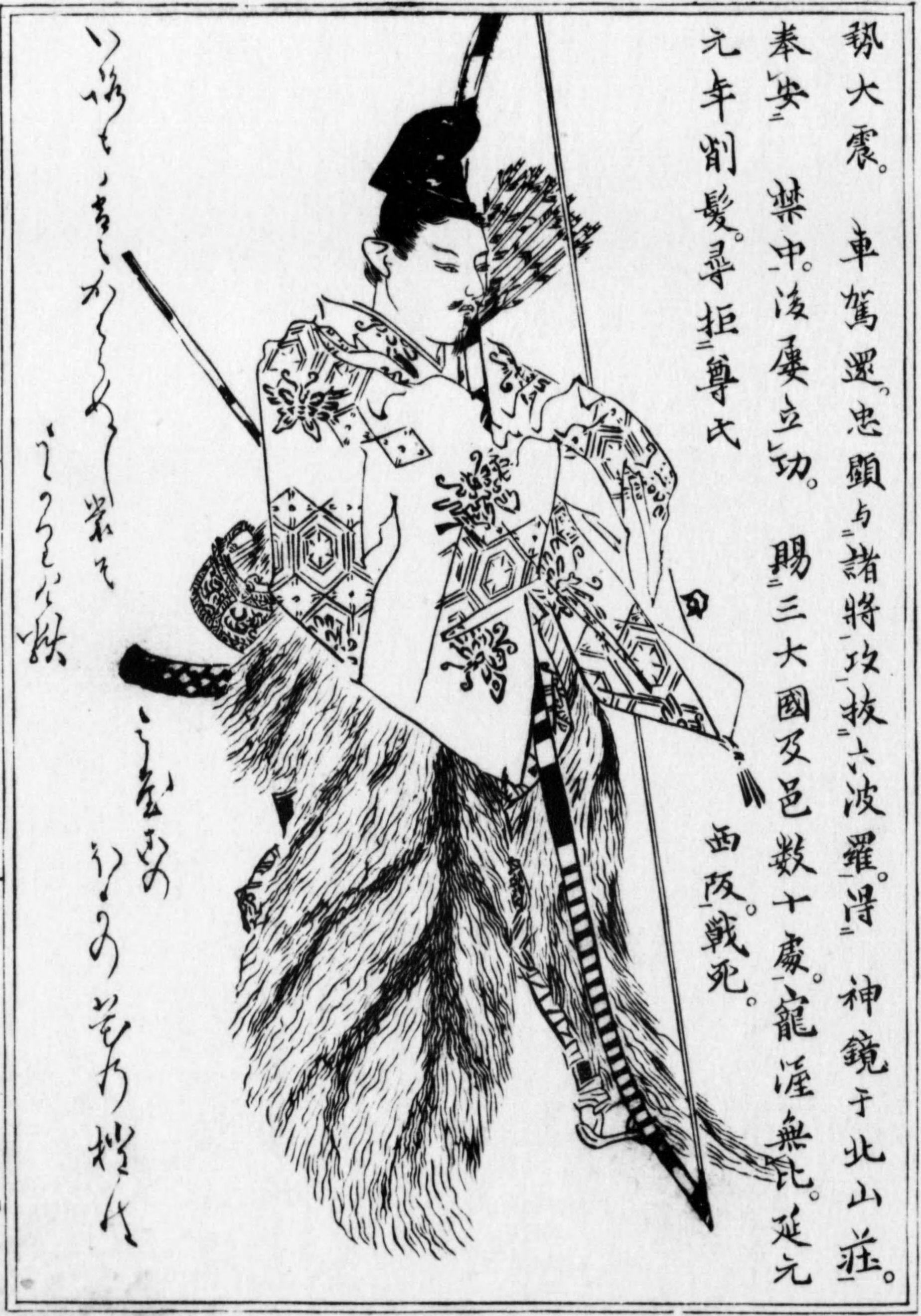
千种忠显

千种忠显（日语：千種忠顕 ちぐさ ただあき、?—1336年7月15日（延元元年/建武3年6月7日）），镰仓时代末期到南北朝时代的公卿（公家）。权中纳言六条有忠次男。千种家祖。官位从三位参议，赠从二位。

## 生平
比起学问，更喜欢笠懸（马上镝矢）和犬追物（骑马射狗）一类的武艺。因为终日沉溺于女色和赌博，父亲六条有忠与其断绝了关系。
正应3年（1290年）作为东宫权大进仕于胤仁亲王（后伏见天皇）（『伏見天皇宸記』）。之后成为后醍醐天皇近臣，和策划皇太子邦良亲王提前继位的父亲六条有忠立场相对。
元弘2年/正庆元年（1332年）元弘之乱后后醍醐天皇被流放到隐歧岛，忠显也跟随到了流放地。
第二年和天皇一同逃出隐歧，依靠伯耆的名和长年在船上山举兵（船上山之戰）。忠显被任命为头中将，率领山阴国的部队和足利高氏、赤松则村等人一同进攻六波罗探题。此外还向奥州白河的结城宗广、亲朝父子等各地的豪族发出纶旨，为后醍醐天皇的倒幕运动做出了贡献。
建武新政中和结城亲光、楠木正成、名和长年并称「三木一草」，权倾一时。作为从三位参议和杂诉决断所负责人，担任了佐渡国等三国国司，同时拜领北条氏旧领十余处。之后同万里小路宣房等人一同出家。宣房此时年事已高而忠显正当盛年。因此忠显出家被认为是由于新政遭到了集中批判而不得不负责，形同切腹的替代。
建武2年（1335年）11月足利尊氏叛变建武政权。建武3年（1336年）1月同新田义贞和北畠显家联手把足利势驱逐到九州。
同年6月与再次逼近京都的尊氏军对战，于山城国爱宕郡西坂本的云母坂（现在的京都府京都市左京区修学院音羽谷）在与足利直义作战中战死。
明治維新后，随着新田义贞、北畠显家、楠木正成等人被重新评价。大正8年（1919年）11月15日忠顕被追赠从二位。

## 逸话
因为在建武新政中功劳受到了后醍醐天皇莫大的恩赏，忠显与家臣从早到晚举办酒宴。参加宴会的有300人之多，金额花费巨大。另有马厩数十间，养肥马五六十匹，热衷于率领数百骑前往上京或者北山进行犬追物或者鷹狩。狩猎之际身穿虎豹皮，以及金线刺绣或者绞染的直垂。
新叶和歌集中收录有一首忠显的作品：「都思ふ夢路や今の寝覚まで　いく暁の隔て来ぬらむ」